# Panthera tigris sumatrae
El tigre de Sumatra (Panthera tigris sumatrae) es una especie de mamífero carnívoro de la familia de los félinos. Es una subespecie de tigre que se encuentra únicamente en la isla de Sumatra, Indonesia. La población salvaje se estima entre los 400 y 500 animales, que se agrupan en su mayoría en los cinco parques nacionales de la isla. Los últimos análisis  de ADN revelan la existencia de ciertas características genéticas únicas, indicando que el tigre de Sumatra está  en el límite entre la subespecie y su separación como nueva especie diferente del resto de tigres, si no se extingue antes. Debido a esto, se ha sugerido que deberían destinarse aún más esfuerzos a la conservación de los tigres de Sumatra que a los de otras subespecies. La mayor amenaza que se cierne sobre ellos es la destrucción de su hábitat (constante incluso en los a priori protegidos parques nacionales); además, 66 tigres murieron por disparos entre 1998 y 2000, lo que constituye aproximadamente el 20 % de la población total. En 2017 un equipo de investigadores pertenecientes a la UICN publicó una nueva clasificación taxónomica de la familia felidae en la que solo reconocían a dos subespecies de tigres, a saber: el tigre de Asia continental (Panthera tigris tigris), el cual agrupa al tigre de Bengala, siberiano, de Indochina, sur de China, malayo, así como los extintos tigres del Caspio y los tigres de la Sonda (Panthera tigris sondaica), que agrupa al tigre de Sumatra, así como a los ya desaparecidos tigres de Java y Bali. Esta evaluación se basa en una extensa revisión de publicaciones recientes sobre la morfología del tigre y su filogeografía.

## Características físicas
El tigre de Sumatra es el más pequeño de los tigres que sobreviven en la actualidad, aunque hasta el siglo XX se podían encontrar otras dos subespecies menores: el tigre de Java (Panthera tigris sondaica) y el de Bali (Panthera tigris balica), también originarios de Indonesia. Los machos miden de media 2,30 m de la cabeza a la cola y pesan unos 110 kg. Las hembras miden 2,20 m y pesan en torno a 90 kg. Sus rayas son más delgadas que las de otras subespecies de tigres, y tienen una barba o melena más desarrollada, sobre todo en el caso de los machos. Su pequeño tamaño les permite moverse más fácilmente por la jungla. Además, tienen una membrana entre los dedos de las patas, que al extenderse les convierte en unos nadadores muy rápidos. Por ello, son conocidos por conducir a sus presas terrestres al agua, especialmente cuando estas son malas nadadoras.

## Hábitat
Dentro de la isla de Sumatra, los tigres viven tanto en los bosques de las llanuras y tierras bajas como en los de montaña, así como en muchas áreas no protegidas. Solo alrededor de 400 habitan las reservas y parques nacionales, mientras que el resto está distribuido en áreas que el avance de la agricultura destruye rápidamente. Las reservas tampoco son seguras porque sufren las incursiones de los furtivos y traficantes de pieles, que matan varios tigres cada año. A pesar de los muchos esfuerzos destinados a mantener a raya a los furtivos, el número de tigres que estos consiguen abatir sigue siendo muy elevado.

## Alimentación
La alimentación de un tigre depende del lugar en el que vive y de la abundancia de presas. Tienen un sentido de la vista y del oído muy agudo, lo que los convierte en unos buenos cazadores. Son animales solitarios, que cazan de noche, acechando a sus presas pacientemente antes de atacarlas finalmente por la espalda o los costados. Comen cualquier cosa que puedan cazar, normalmente jabalíes y ciervos, pero a veces también aves, peces o incluso cocodrilos. Los orangutanes también podrían ser una presa, pero los tigres los cazan en muy raras ocasiones debido a que estos primates bajan muy pocas veces de los árboles.

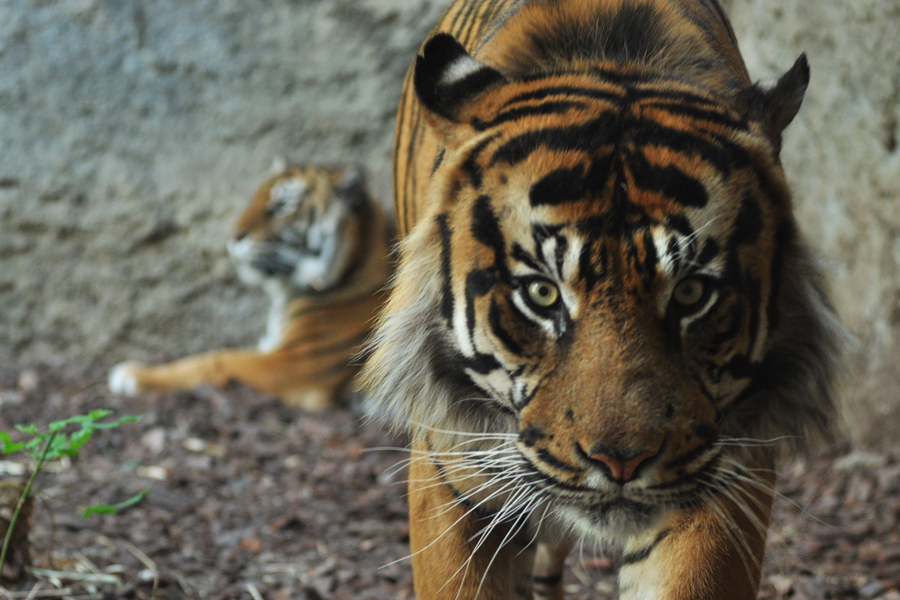
Tigre de Sumatra

## Reproducción
Los tigres pueden reproducirse en cualquier época del año, aunque crían más frecuentemente en invierno o primavera. El periodo de gestación es de unos 103 días. Normalmente tienen dos o tres cachorros, aunque pueden llegar a seis. Las crías nacen ciegas y pesan aproximadamente 1,2 kg cada una. Los ojos se abren normalmente en el décimo día, aunque se han registrado algunos cachorros en cautividad que nacieron con los ojos abiertos. Consumen solo leche durante las primeras ocho semanas y, aunque después de estas pueden empezar a comer alimentos más duros, siguen mamando hasta los cinco o seis meses de edad. Los cachorros abandonan la madriguera por primera vez a las dos semanas de edad  y aprenden a cazar a los seis meses. Pueden cazar por sí mismos a los 18 meses, y a los dos años ya son completamente independientes. Pueden vivir unos 15 años en la naturaleza y 20 en cautividad.